# オージーフーズ
株式会社オージーフーズ（かぶしきかいしゃおーじーふーず、AUSSIE FOODS Co., Ltd）は、1989年（平成元年）6月22日に創業した食品の卸売業を主に、食品通販に関連する品質管理業務、物流業務、フードコーディネート業務を行う企業である。
本社は東京都渋谷区千駄ヶ谷に位置し、その他拠点として埼玉県三郷市に物流センター、東京都新宿区西新宿に料理撮影専門スタジオを構える。

## 創業
1989年（平成元年）6月22日。初代会長・大野進が創業。創業者である大野進は東京たくあんなどを製造する漬物屋「山伝」の二男であり、45歳で独立、株式会社オージーフーズを設立した。

## 資本金
創業時資本金は1,000万円。平成19年に資本金3,000万円に増資。

## 歴代代表
|      | 名前    | 任期                  | 備考   |
| ---- | ------- | --------------------- | ------ |
| 初代 | 大野 進 | 1989年6月 - 2014年5月 | 現会長 |
| 2代  | 高橋 徹 | 2014年10月 -          | 現職   |

## 主な事業

### 食品卸売事業
所属バイヤーが産地や展示会等に赴き、食品メーカーと販売媒体を繋ぐ。

### 物流事業
食品物流専門の事業を展開。食品物流専用の冷凍、冷蔵の温度帯に対応した物流拠点を自社で整備する。

### 通信販売事業
自社通販を展開。2017年にはお取り寄せおせち商品がおもてなしセレクション金賞を受賞。

### フードコーディネート事業
フードコーディネーターと撮影スタッフが所属し、料理撮影業務やフードコーディネート業務を行う。

### 通信販売事業
海外の日本食愛好家へ向けたYouTubeチャンネル「UMAMI of JAPAN」を配信。

## 沿革
1989年（平成元年）6月22日株式会社オージーフーズ創業。創立当初の事務所は初代代表大野の自宅の一室であった。1998年（平成10年）新宿区百人町へ本社を移転。1999年（平成11年）ジュピターショップチャンネル株式会社と取引開始。同年、おせち料理の販売も始まる。2004年（平成16年）渋谷区千駄ヶ谷へ本社を移転。2006年（平成18年）平和島物流センター開設。2007年（平成19年）資本金3,000万円に増資。同年、プライバシーマーク（一般財団法人日本情報経済社会推進協会）取得。2019年（令和元年）、西新宿に第二の撮影拠点となる料理撮影スタジオを開設。同年、物流拠点を平和島物流センターから新設の三郷物流センターへ集約。

## 事業所

### 本社
- 〒151-0051　東京都渋谷区千駄ヶ谷5丁目32-7　野村不動産南新宿ビル2階

### 物流センター
- 〒341-0059　埼玉県三郷市インター南1-4-2 GLP三郷III 1F

### 料理撮影スタジオ
- 〒160-0023　東京都新宿区西新宿6丁目12-7　ストーク新宿701号室